# Corimalia tetrastigma
Corimalia tetrastigma é uma espécie de insetos coleópteros polífagos pertencente à família Nanophyidae.
A autoridade científica da espécie é Aube, tendo sido descrita no ano de 1863.
Trata-se de uma espécie presente no território português.